# دین نقیضه
دین نقیضه (به انگلیسی: Parody Religion)، یک دین تقلیدی و ساختگی است که قوانین، باورها و حق‌به‌جانب‌بودن دین‌های دیگر را مسخره می‌کند. یک دین تقلیدی، می‌تواند تقلیدی از چندین دین یا فرقهٔ مختلف در آن واحد باشد، یا می‌تواند دین خاصی را هدف نگیرد و  با باورهای دینی، به شوخی بپردازد. در برخی دین‌های نقیضه، مثل «کلیسای مادون نابغه» تلاش در شوخی برای گرد هم آوردن افراد همفکر است. درحالی که برخی دیگر دین‌های تقلیدی، مثل «نقویت»، یک سری باورهای مذهبی را که خنده‌دار می‌دانند، هدف طنز، قرار می‌دهند.
شیوهٔ رایج دین‌های نقیضه به این صورت است که نقص‌ها و نقیضه‌های برهان‌های طرفدار-دین برجسته می‌شوند-با این استدلال که اگر بتوان از برهانی به سود دین ساختگی استفاده کرد، منطق دین اصلی هم، نقض می‌شود. برای نمونه، هیولای اسپاگتی پرنده به تقلید از برهان ارائهٔ وقت یکسان به باور دینی خلقت‌گرایی و نظریهٔ علمی تکامل می‌پردازد.

## فهرست برخی دین‌های تقلیدی
- اسپاگتی پرنده، یا کلیسای هیولای اسپاگتی پرنده به تقلید برخی باورهای خداباوری و خلقت‌گرایی می‌پردازد.
- نقوی، به تقلید باور شیعیان به تقدس امامان، شوخی با احادیث و برخی مبانی اسلام و قرآن می‌پردازد.
- اسب تک‌شاخ نامرئی، به تقلید تعریف خدا از نظر خداباوران و طبیعت ابطال‌ناپذیر باورهای دینی می‌پردازد.
- قوری راسل، تمثیلی از برتراند راسل به منظور رد نظری که ارائهٔ دلیل بر نبود خدا را بر عهدهٔ شکاکان می‌گذارد.